# Kristet Samlingsparti
Kristet Samlingsparti (norska: Kristent Samlingsparti) är ett norskt politiskt parti, bildat den 26 september 1998, genom samgående mellan Samlingspartiet Ny Fremtid och Kristent Konservativt Parti. 
Partiet är emot norskt EU-medlemskap och fri abort.
Partiledare är Morten Selven (som efterträdde Ørnulf Nandrup). 
1999 fick man ett mandat i kommunfullmäktige i Kautokeino.
Ivar Kristianslund, en tidigare partiledare, lämnade partiet 2001 i protest mot att centralstyrelsen, i strid med landsmötets beslut, tillät kvinnor i ledningen, och har sedan startat partiet Kristen Framtid. I stortingsvalet 2005 ställde han upp på Abortmotståndarnas lista.
Företrädare för Kristet Samlingsparti har avgett några uppmärksammade kommentarer till terrorattentaten i Norge 2011.
På partiets hemsida beskrev partiledaren Morten Selven Anders Behring Breiviks handlingar som förfärliga.
"Emellertid är det ändå farligare att leda ett land in på avkristningens förfärliga väg. Bibeln innehåller flera fruktansvärda exempel på vad som t ex drabbade Israel då landet vände sig bort från Gud".
Partiets toppkandidat i Oslo Magnar Tanem menar att Breiviks dåd var möjliga därför att "Herrens hand inte är över oss".
"Orsaken till att Guds välsignelse nu håller på att försvinna, är att Arbeiderpartiet sedan 1978, då den antikristna Fosterdråpslagen antogs, sakta men säkert har avkristnat Norge».
2011 bildades Partiet De Kristne av personer som tillhört partiet.